# Hedbodarna
Hedbodarna (älvdalska Äðbuðär) är en fäbod i Älvdalens socken och kommun.

## Historia
Hedbodarna som hela sin existens var långfäbodar är belägna 37 kilometer väster om kyrkbyn, och omtalas första gånger i skrift i 1663 års fäbodinventering. Den kallades då Onlöösbodhar och brukades av bönder i Väsa, Dysberg och Karlsarvet. Efter storskiftet på 1880- och 1890-talen kom Hedbodarna att tillhöra Månsta by.  Många hus flyttades från vallen och nya kom dit. Den var i bruk fram till 1914-15, då den ganska plötsligt övergavs. Etnolog Sigurd Erixon besökte 1915 fäbodarna och fanns dem ovanligt ålderdomliga i sin struktur varför han året därpå återkom för att dokumentera dem. Redan 1929 uppmärksammade Elfdalens hembygdsföreningarna behovet av bevarandet av den gamla fäbodkulturen, och då särskilt hedbodarna. 1938 skrev Karl Trotzig en artikel om fäbodarna. 1943 lyckades hembygdsföreningen slutligen få fram pengar till en omfattande renovering, och åter därpå återupptogs fäboddriften vid fäbodarna. Redan 1948 övergavs Hedbodarna   av dåvarande arrendatorn då den ekonomiska avkastningen blev för liten.
Från 1947 till 1955 brukades fäboden och Signe och Elisabeth var där med 40–50 djur att handmjölka på somrarna, vilket bekräftats av barnen. Under 1970-talet och 1980-talen kunde man dock med nytt ekonomiskt stöd renovera fäbodarna och 1993 återinvigdes dessa och fäboddriften återupptogs på nytt. Alf Sjöden har gjort en stor kulturgärning med sitt arbete i över 20 år. Han har fått en unik och välfungerande fäbod, med gammeldags skötsel och buföring vid midsommar och hemgång efter älgjakten.

## Namn
Etymologiskt återgår inte namnets förled på ordet hed, utan på ortnamnsefterleden -höd, -häd i betydelsen ’höjdplatå’, isländska hæð, älvdalska äð (jf älvdalska ieð ’hed’). Samma ord finns i andra platser i övre Dalarna, t.ex. byn Heden eller Munkhäden, m.fl. Hedbodarna stavas alltså oetymologiskt med -e- och en etymologisk motsvarighet till älvdalskans Äðbuðär hade snarare varit Hädbodarna.